# Diocèse du Groenland
Le diocèse du Groenland est l'un des diocèses de l'Église luthérienne du Danemark, et couvre la totalité du Groenland. Son siège épiscopal se situe à Nuuk, la capitale groenlandaise.